# یواس‌آرسی اشولات
یواس‌آرسی اشولات (به انگلیسی: USRC Ashuelot) یک کشتی بود که طول آن ۱۳۰ فوت (۴۰ متر) بود. این کشتی  در سال ۱۸۶۳ ساخته شد.